# 27049 Краус
27049 Краус (27049 Kraus) — астероїд головного поясу, відкритий 18 вересня 1998 року.
Тіссеранів параметр щодо Юпітера — 3,140.